# Jeff Scott Soto
Jeff Scott Soto, född 4 november 1965 i Brooklyn i New York, är en amerikansk sångare. 
Soto sjöng i mitten av 1980-talet på Yngwie Malmsteens klassiska två första album, Rising Force och Marching Out. Sedan tidigt 1990-tal har han sitt eget band Talisman med basisten Marcel Jacob, som också han spelat med Yngwie Malmsteen. Soto har också varit involverad i flera band, bland andra Axel Rudi Pell, Eyes, Takara, Humanimal, Human Clay, Kryst the Conqueror, Redlist, The Boogie Knights och Soul Sirkus. Han har även släppt flera soloalbum.
Soto sjöng även för fiktion-bandet Steel Dragon, som innehöll gitarristen Zakk Wylde, för soundtracket till filmen Rock Star, tillsammans med Michael Matijevic från bandet Steelheart, vars andra album innehöll Soto på bakgrundssång. Han har också sjungit bakgrundssång på album med artister som Lita Ford, Steelheart, Fergie Frederiksen, Glass Tiger, House of Lords, Stryper, Saigon Kick och många fler.
2006 ersatte Soto temporärt Steve Augeri i bandet Journey, på grund av akut strupinfektion som tvingade Augeri att lämna deras pågående turné. Han fick till en början även permanent medlemskap i bandet, men blev sedermera ersatt av nuvarande sångaren Arnel Pineda. 2009 släppte Soto soloalbumet "Beautiful Mess".
Sotos musikaliska räckvidd sträcker sig från tung hårdrock till funk. Han har nämnt bl.a. Prince, Freddie Mercury från bandet Queen, och Steve Perry från Journey som stora influenser. Han är en flitigt anlitad sångare som förutom otaliga sessions även spelar in soloplattor och sjunger i ett flertal band, senast i AOR-projektet W.E.T. med medlemmar ifrån Work Of Art och Eclipse.
2015 släppte Jeff Scott soloalbumet Inside The Vertigo med sitt nya band S.O.T.O..

## Diskografi

### S.O.T.O.
- 2015 – Inside The Vertigo
- 2016 – Divak
- 2019 – Origami

### Yngwie J. Malmsteen (Rising Force)
- 1984 – Rising Force
- 1985 – Marching Out
- 1991 – Collection
- 1996 – Inspiration

### Talisman Diskografi
- 1990 – Talisman
- 1993 – Genesis
- 1994 – Five out of Five (Live in Japan) (live)
- 1994 – Humanimal
- 1994 – Humanimal (Part 2)
- 1995 – Life
- 1998 – Truth
- 2002 – Live at Sweden Rock Festival 2001
- 2003 – Cats and Dogs
- 2005 – Five Men Live (live)
- 2006 – 7
- 2012 – Talisman - Deluxe Edition
- 2012 – Genesis - Deluxe Edition
- 2012 – Live in Japan - Five out of Five - Deluxe Edition
- 2012 – Humanimal - Deluxe Edition
- 2012 – Life - Deluxe Edition
- 2012 – Truth - Deluxe Edition

### Soloalbum
- 1994 – Love Parade
- 2002 – Holding On (EP)
- 2002 – Prism
- 2003 – Live at the Gods (live)
- 2004 – Believe in Me (EP)
- 2004 – Lost in the Translation
- 2006 – Essential Ballads
- 2009 – Beautiful Mess
- 2012 – Damage Control
- 2017 – Retribution